# Atherinomorus
Atherinomorus – rodzaj ryb z rodziny aterynowatych (Atherinidae).

## Klasyfikacja
Gatunki zaliczane do tego rodzaju:
- Atherinomorus aetholepis
- Atherinomorus duodecimalis
- Atherinomorus endrachtensis
- Atherinomorus forskalii
- Atherinomorus insularum
- Atherinomorus lacunosus – alaneta indyjska[3]
- Atherinomorus lineatus
- Atherinomorus pinguis
- Atherinomorus regina
- Atherinomorus stipes
- Atherinomorus vaigiensis